# Man of the People (singolo)
Man of the People è un singolo del cantautore britannico Steven Wilson, pubblicato il 26 gennaio 2021 come quinto estratto dal sesto album in studio The Future Bites.

## Descrizione
Sesta traccia dell'album, si tratta di una ballata elettropop caratterizzata da un loop di drum machine e da svariati effetti vocali, oltre a un riff di chitarra ispirato ai Pink Floyd. Il testo, come spiegato da Wilson, parla della persona vicina al politico caduto in disgrazia o a un leader religioso coinvolto in uno scandalo sessuale, come ad esempio un parente della famiglia o amici stretti.

## Video musicale
In concomitanza con il lancio del singolo è stato reso disponibile un lyric video nel quale Wilson canta il brano davanti alla telecamera mentre le parole del testo appaiono in sovraimpressione.

## Tracce
Testi e musiche di Steven Wilson.
1. Man of the People – 4:41

## Formazione
Musicisti
- Steven Wilson – Fender Rhodes, sintetizzatore, campionatore, chitarra acustica ed elettrica, basso, autoharp, voce
- David Kosten – programmazione
- Michael Spearman – hi-hat

Produzione
- David Kosten – produzione, registrazione, missaggio
- Steven Wilson – produzione
- Marco Pasquariello – registrazione aggiuntiva
- Mo Hausler – montaggio
- Bob Ludwig – mastering